# Bernard Krone Holding
Die Bernard Krone Holding SE & Co. KG ist ein Agrartechnik- und Nutzfahrzeughersteller mit Sitz in Spelle im Landkreis Emsland, Niedersachsen. Das Unternehmen fungiert als die Muttergesellschaft und Konzernzentrale des Krone-Konzerns. Die Krone-Gruppe befindet sich vollständig im Besitz der Familie Krone.

## Geschichte

### Gründung und Ausrichtung
1906 bauten Bernhard Krone und seine Frau Anna Krone aus der Küche ihres landwirtschaftlichen Betriebs eine Schmiede für Hufbeschlag und Reparaturarbeiten auf. Kurze Zeit später erlangte Krone das Vertriebsrecht für die Heinrich Lanz AG im gesamten Landkreis Emsland. Mitte der 1930er Jahre war jeder zweite zugelassene Traktor im Deutschen Reich ein Lanz Bulldog. Zudem entwickelte und vermarktete Krone eigene Landmaschinen. Mit der Entwicklung eines Patents für eine für Tiere zu betätigende Weidetränke verantwortete der Unternehmer sowohl den Handel als auch die Produktion von Landmaschinen. Nach dem Zweiten Weltkrieg produzierte Krone Traktoranhänger. 1963 entstand für die Produktion der Anhänger in Werlte ein eigenes Werk.
Ende der 1950er Jahre erfand der gleichnamige Sohn des Firmengründers, Bernard Krone, den Miststreuer Optimat, der die Feldarbeit in der Landwirtschaft erleichtern sollte.

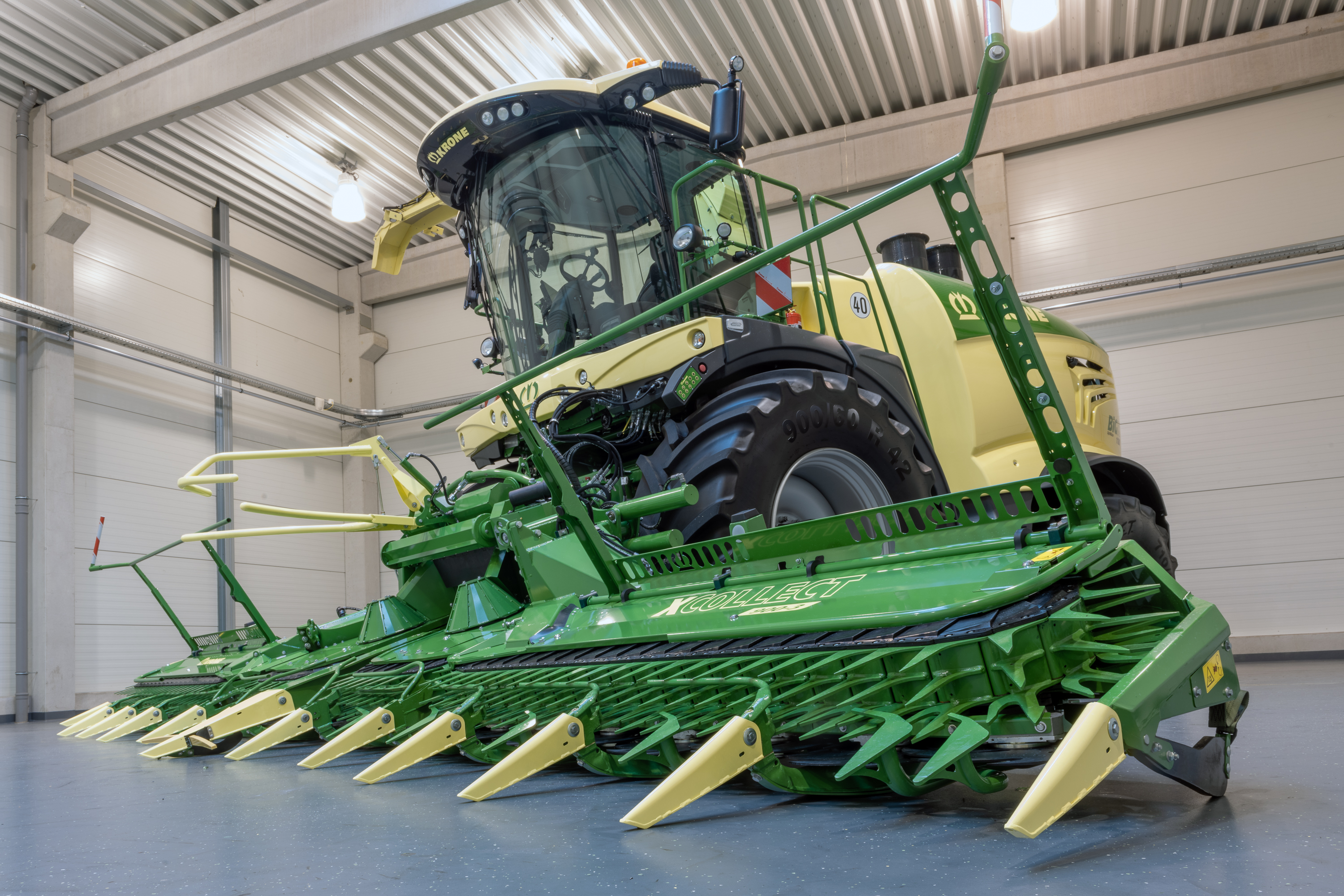
KRONE BiG X 1180

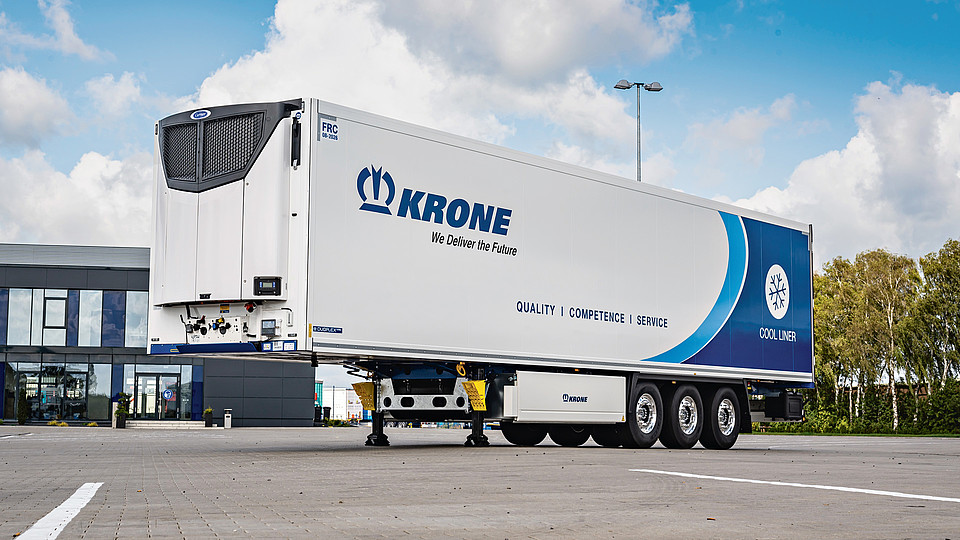
KRONE Cool Liner

### Expansion im In- und Ausland
1963 verlegte die Firma Bernard Krone einen Teil ihrer Landmaschinenproduktion auf ein 5 Hektar großes Industriegelände nach Werlte. Hintergrund des Firmenumzugs war ein Auftrag für den Bau von 20 Dreiachsanhängern. Im gleichen Jahr begann die Firma mit dem Bau ihrer Fabrikationshallen und der Produktion von Landmaschinen. Ende der 1960er Jahre ging die Nachfrage nach den Krone-Landmaschinen zurück, da es zunehmend weniger Landwirte in Deutschland gab. Bedingt durch diese Entwicklung, beschloss Krone gemeinsam mit seinen Cousins Heinz und Walter Krone, Lkw-Anhänger und Sattelauflieger für die Nutzfahrzeugindustrie zu bauen.
1970 übernahm Bernard Krone III. nach dem Tod seines Vaters das Unternehmen. Von diesem Zeitpunkt an produzierte die Firma Anhänger und Auflieger für den Gütertransport auf der Straße. Die Produktion von Landmaschinen und der Handel mit Landmaschinen anderer Hersteller wurde ebenfalls fortgeführt. Anfang der 1980er Jahre stagnierten der Umsatz und der Gewinn des Familienunternehmens. Daher beauftragte Krone externe Beratungsgesellschaften, um den Gründen für den wirtschaftlichen Abschwung auf den Grund zu gehen. Die Unternehmensberater empfahlen die Trennung der Sparten Fahrzeugwerke und Maschinenfabrik, woraufhin die Konzernbereiche Fahrzeugwerk Bernard Krone GmbH & Co. KG in Werlte und die Maschinenfabrik Bernard Krone GmbH & Co. KG in Spelle gegründet wurden. Seit 1980 lässt das Familienunternehmen Baugruppen, Hauptträger und Fahrgestelle sowie mehrere Einzelteile von mehreren Zulieferbetrieben fertigen. 80 Prozent der produzierten Stücke werden von dem niedersächsischen Zulieferer in das 12 Kilometer entfernte Krone-Werk nach Werlte geliefert. Neben deutschen Firmen arbeitet die Firma Krone mit Zulieferern aus der Slowakei zusammen.
Die Brüggen Oberflächen- und Systemlieferant GmbH begann ab 1984 für Krone zu arbeiten. 2003 kamen 95 Prozent der Aufträge der Firma von Krone. Neben der Beschichtung von Fahrgestellen baut Brüggen Heckportale und Stirnwände für das Familienunternehmen in Spelle. Das KTL plus Pulver-Verfahren zum Langzeitschutz gegen Rost wurde 1997 von Krone eingeführt.
In dem Geschäftsjahr 1999 generierte die Krone Holding einen Umsatz in Höhe von 231 Millionen DM.

### Übernahmen und Neuausrichtung
2006 wurde Bernard Krone in vierter Generation Geschäftsführer der Krone Holding.
2007 begann Krone in Istanbul mit dem Bau eines neuen Montagewerks inklusive Lackieranlage für 30 Millionen Euro, um Landmaschinen und Trailer zu produzieren. Im Geschäftsjahr 2006/07 verzeichnete die Firma Krone einen Umsatz von 1,2 Milliarden Euro. Dies stellte bis zu diesem Zeitpunkt einen Rekord in der Firmengeschichte dar. Den Profi Liner Eco, der durch eine Einsparung des Kraftstoffverbrauchs gekennzeichnet war, stellte Krone im Jahr 2008 vor.
Bis zum 31. Juli 2011 gliederte sich die Krone Gruppe organisatorisch in die drei Bereiche Nutzfahrzeuge (Fahrzeugwerk Bernard Krone), Landtechnik (Maschinenfabrik Bernard Krone) sowie die bereits 1999 gegründete Landtechnik Vertrieb und Dienstleistungen Bernard Krone (LVD). Am 1. August 2011 wurde der Landmaschinenhandel (LVD) des Unternehmens aus der Bernard Krone Holding ausgegliedert. Eigentümer der LVD ist weiterhin die Familie Krone.
Von 2011 bis 2014 wurde die Maschinenfabrik in Spelle für 40 Millionen Euro saniert. Neben einem neuen Technologiezentrum und einer Versuchshalle wurde ein neues Logistik- sowie Schulungszentrum und eine neue Montagehalle für Feldhäcksler gebaut. 2012 wurde der Produktionsstandort der Nutzfahrzeugsparte in Tire in der Türkei eröffnet. Dort produziert Krone Fahrgestelle für Container und Trailer für den türkischen Markt sowie für den Export nach Nordafrika und in den Nahen Osten. Im Geschäftsjahr 2012 erwirtschaftete Krone einen Umsatz von 1,4 Milliarden Euro.
2013 übernahm Krone den Achshersteller Gigant aus Dinklage. Am Ende des Jahres 2015 nahm Krone eine neue Anlage im Bereich Schäume für die Paneelfertigung in Betrieb. In den Jahren 2015 bis 2020 erfolgte für 50 Millionen Euro die Sanierung des Fahrzeugwerks in Werlte. Insbesondere wurde die Lackieranlage modifiziert und es wurde in die Montage investiert.
2016 fusionierten die beiden aus Emsland stammenden Fahrzeugbauer Krone und die Brüggen Gruppe mit ihren Standorten in Herzlake und Lübtheen unter dem Dach der Krone Nutzfahrzeug-Gruppe. Zudem wurden die bisherigen Tochtergesellschaften Gigant Achsen, Krone Used, das Trailerwerk in der Türkei und die ausländischen Vertriebsgesellschaften in die neue Krone Nutzfahrzeug-Gruppe integriert. Im selben Jahr gründete Krone im französischen Saint-Arnoult-en-Yvelines auf einer 1,6 Hektar großen Fläche die Tochtergesellschaft Krone SAS. 2017 baute Krone für acht Millionen Euro ein Ersatzteilzentrum in Herzlake. Für den Bau einer neuen Farbgebungsanlage im Fahrzeugwerk Werlte wurden 39 Millionen Euro ausgegeben. Ebenfalls 2017 gründete die Krone Gruppe mit dem Bremer Beratungsunternehmen Orbitak das Start-up Rytle, das Lastenfahrräder mit Elektroantrieb herstellt, mit denen Waren in Innenstädte transportiert werden können.

### Jüngere Entwicklungen
2019 eröffnete Krone unter dem Dach der Krone Holding in Haselünne das Verwaltungsgebäude Krone Business Center GmbH & Co. KG für die Bereiche IT und Kreditorenbuchhaltung. Im selben Jahr übernahm die Krone Gruppe 100 Prozent der Anteile der niederländischen Knapen Gruppe aus Deurne mit ihren Tochtergesellschaften.
Von 2019 bis 2021 baute Krone in Lingen auf einer Fläche von 13 Hektar ein 20 Millionen Euro teures Testzentrum mit dem Namen „Future Lab“. Das Zentrum beinhaltet neben einer Maschinenhalle mit Werkstätten sowie einer Testhalle mit Prüfständen und Büros eine Teststrecke, auf der das Verhalten von Lkw-Anhängern und Landmaschinen auf der Straße geprüft wird.
Im Jahr 2022 brachte Krone den elektrifizierten eTrailer auf den Markt, der zu einer Senkung des CO2-Ausstoßes um 20 bis 40 Prozent führt. Im gleichen Jahr verstarb der langjährige Inhaber der Krone Gruppe, Bernard Krone III. nach kurzer schwerer Krankheit in Spelle.

## Unternehmensstruktur
Die Bernard Krone Holding SE & Co. KG ist die Muttergesellschaft des Krone-Konzerns. Das Familienunternehmen befindet sich vollständig im Besitz der Familie Krone. Im Geschäftsjahr 2023/2024 beschäftigte das Unternehmen durchschnittlich 6.217 Mitarbeitende und erwirtschaftete einen Umsatz von rd. 2,4 Milliarden Euro (Vorjahr 3,1 Mrd. Euro). Der Umsatz in der Sparte Nutzfahrzeuge lag bei 1,5 Milliarden Euro; im Bereich Landtechnik wurden 835,6 Mio. Euro erwirtschaftet.
Die Bernard Krone Holding gliedert sich in die Konzernsegmente Nutzfahrzeuge und Landtechnik. Die Krone Nutzfahrzeug Gruppe betreibt Produktionsanlagen an insgesamt vier Standorten. Die Fahrzeugwerk Bernard Krone GmbH & Co. KG in Werlte, die Brüggen Oberflächen- und Systemlieferant GmbH in Herzlake und die Brüggen Fahrzeugwerk & Service GmbH in Lübtheen stellen die deutschen Produktionsstandorte der Sparte Nutzfahrzeuge dar. In Tire in der Türkei befindet sich mit der Krone Ticari Araçlar San. ve Tic. A.Ş. die vierte Produktionsstätte des Unternehmens.

## Produkte
Die Firma Brüggen fertigt am Standort in Herzlake Wechselsysteme und sog. Trockenfrachtkoffer, während in Lübtheen Kühlsattelauflieger produziert werden. Das Fahrzeugwerk in Werlte fertigt elektrisch angetriebene Trailer, Pritschensattelauflieger und Containerchassis, Pritschen-, Wechselbrücken- und Baustoff-Anhänger, Lang-Lkws sowie Trockenfrachtkofferfahrgestelle. Am Standort in Dinklage erfolgt die Herstellung von Achsen für Nutzfahrzeuge. In Tire in der Türkei werden Pritschensattelauflieger und Containerchassis produziert, während am niederländischen Standort Deurne Schubbodenauflieger für den europäischen Markt gefertigt werden. In der Landtechnik konzentriert sich Krone auf Grundfutter-Erntetechnik. Durch die Speller Maschinenfabrik verkauft Krone Maschinen an Landwirte, Lohnunternehmen und Maschinenringe. Angebotene Maschinen sind unter anderem Scheibenmähwerke, Kreiselzettwender, Rundballen- und Großpackenpressen sowie Lade- und Transportwagen. Die Flaggschiffe des Programms sind zwei Selbstfahrer, der Mähaufbereiter Big M und der Feldhäcksler Big X. Im Jahr 2018 erweiterte Krone die Big X Baureihe mit dem Feldhäcksler Big X 1180, der über 1156 PS verfügt.

## Ehrenamtliches Wirken
Seit der Einführung von Studiengebühren in Niedersachsen im Jahr 2006 fördert die Dr.- Bernard-Krone-Stiftung der Firma Krone die Jahrgangsbesten der Osnabrücker Hochschulfakultät Ingenieurwissenschaften und Informatik mit Stipendien. Die Stipendiaten erhalten bis zum Ende ihres Studiums monatlich 100 Euro von der Krone-Stiftung.
2020 spendete die Dr.-Bernard-Krone-Stiftung 50.000 Euro an das Bonifatius Hospital Lingen. Für den Wiederaufbau der von der Hochwasserkatastrophe betroffenen Regionen in Nordrhein-Westfalen und Rheinland-Pfalz unterstützte die Stiftung 2021 mehrere Landesbauernverbände mit einer Spende in Höhe von 100.000 Euro.
Im Rahmen eines Spendenaufrufs anlässlich des Gedenkens an den 2022 verstorbenen Familienunternehmer Bernard Krone nahm die Dr.-Bernard-Krone-Stiftung weltweit Spenden von knapp 250.000 Euro ein, die auf Wunsch des Verstorbenen an 15 soziale Projekte verteilt wurden. Um qualifizierte Nachwuchskräfte an die Region zu binden, erhielten im Jahr 2022 mehrere Fachbereiche von Universitäten und Hochschulen der Ingenieurwissenschaften weitere 100.000 Euro an Spendengeldern.

## Auszeichnungen
- 2013: „Beste Marke 2013“ in der Kategorie Trailer für das Fahrzeugwerk Krone in Werlte durch den Verlag Euro-Transport-Media (ETM)[57]

- 2015: Goldmedaille für den mobilen Pellet-Vollernter Premos 5000 von der Deutschen Landwirtschafts-Gesellschaft (DLG)[58]

- 2017: 1. Platz in den Kategorien „Plane/Curtainsider“ und „Koffer-/Kühlaufbau“ und 2. Platz in der Kategorie „Trailerachsen“ bei der Branchenumfrage „Beste Marke 2017“ durch den Verlag ETM[59]

- 2017: Auszeichnung für ein erfolgreich eingeführtes Betriebliches Gesundheitsmanagement (BGM) durch die AOK Niedersachsen[60]

- 2017: Innovations Award in Silber für die Liftkabine „LiftCab“ des Big X 70 Zentimeter durch eine von der Deutschen Landwirtschafts-Gesellschaft (DLG) eingesetzten Jury[61][62]

- 2020: Auszeichnung für ein erfolgreiches Betriebliches Gesundheitsmanagement (BGM) durch die AOK Niedersachsen[63]

- 2021: Green Truck Innovation Award für den Cool Liner „THT New Cool“ durch die Fachmagazine Verkehrsrundschau und Trucker[64]

- 2022: Trailer Innovation Award in der Kategorie „Chassis“ für den Box Liner eLTU 50 Traction Automatic[65]

- 2022: „ZENIT“-Innovationspreis für den E-Trailer[66]